# 米科拉伊夫 (利維夫區)
49°45′31″N 24°20′18″E / 49.75861°N 24.33833°E

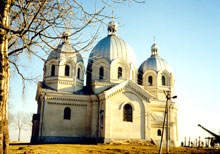
教堂

米科拉伊夫（烏克蘭語：Миколаїв），是烏克蘭的村庄，位於該國西部利沃夫州，由利沃夫区达维迪夫市镇負責管轄，始建於1647年，面積1.3平方公里，海拔高度282米，2001年人口334，人口密度每平方公里256.92人。